# Capivari do Sul

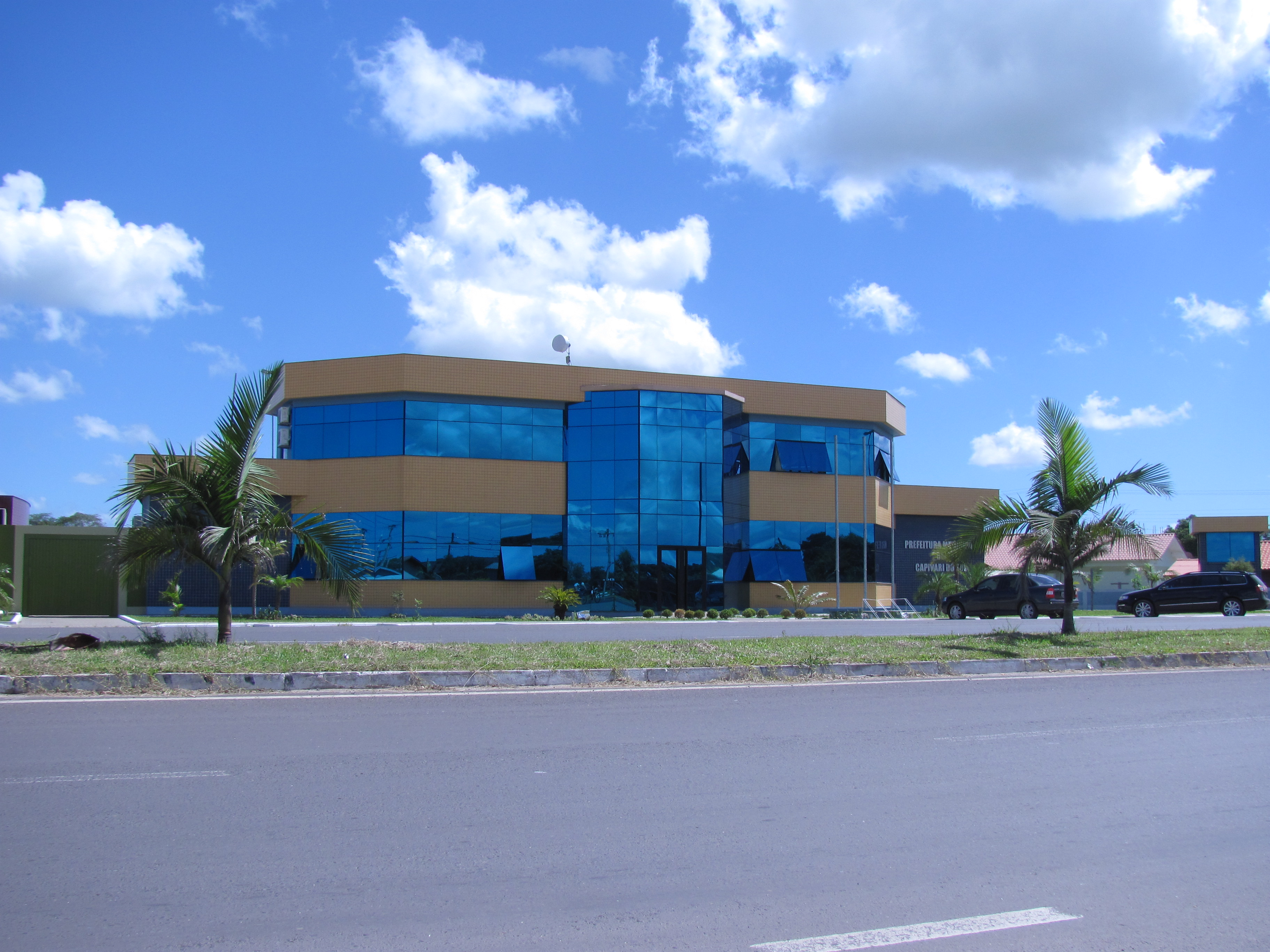
Ayuntamiento de Capivari do Sul

Capivari do Sul es un municipio brasilero del estado de Rio Grande do Sul.
Se encuentra ubicado a una latitud de 30º08'42" Sur y una longitud de 50º30'53" Oeste, estando a una altitud de 12 metros sobre el nivel del mar. Su población estimada para el año 2004 era de 3.414 habitantes.
Ocupa una superficie de 413,66 km².
- Datos: Q1750182
- Multimedia: Capivari do Sul / Q1750182